# Robert FitzWimarc
Robert fitz Wimarc (Latín medieval: Robertus filius Wimarc, Moyaux, c. 1006-Theydon Mount, Ongar, Essex, c. 1075), también Robert de Essex,  Robert de Almstedt y Robertus Draco, fue un noble anglonormando de origen bretón, señor de Moyaux en Calvados y Essex, consejero de Eduardo el Confesor. Emparentado con el rey Eduardo según el anónimo Vita Edwardi regis y con Guillermo II de Normandía según Guillermo de Poitiers, quien había llegado a Inglaterra en 1041 y estuvo muchos años al servicio de la corona inglesa.
El nombre Wimarc o Wymarc es un raro ejemplo de apellido matronímico, como lo describe Keats-Rohan en la introducción de Domesday People. Deriva del francés antiguo y del bretón antiguo Wiuhomarch, y llegó a Inglaterra tras la conquista de 1066. El apellido, compuesto por los elementos wig (guerra) y moer (famoso), que se puede interpretar como «guerrero famoso», era un nombre personal que llevaban tanto hombres como mujeres y se popularizó en Anglia Oriental a principios de la Edad Media gracias a la influencia de los bretones que se asentaron allí tras la conquista. Los primeros registros del apellido citan a Robertus filius Wimarc, mencionado en el Libro Domesday de 1086 como feudatario del condado de Essex. Cuando los favoritos normandos del rey Eduardo fueron derrocados del poder político en 1052, huyeron a Clavering feudo de Robert, camino del exilio. Sin embargo Robert se quedó en Inglaterra, conquistó el favor del rey Eduardo y, posiblemente, el de Haroldo II de Inglaterra después de él. Fue sheriff de Essex y alto consejero palatino (regalia palatil stabilitor). Fue uno de los cuatro consejeros presentes en el lecho de muerte de Eduardo el Confesor, y como tal aparece retratado en el Tapiz de Bayeux en compañía de la reina, Harold Godwinson y el arzobispo Stigand. 
Cuando Guillermo el Conquistador desembarcó en Pevensey, fue Roberto FitzWimarc quien le aconsejó, como pariente y amigo y no sin antes rendir lealtad al normando, que regresara a Normandía, argumentando que Guillermo no tenía ni la fuerza ni el número necesario para arriesgarse a una batalla contra Haroldo, recién llegado de su triunfo contra los vikingos de Harald Hardrada en Stamford Bridge (1066). Robert fue, por su consejo prudente, sabiduría y digno de confianza un noble privilegiado por Guillermo como lo había sido con Eduardo el Confesor, cuya labor en la sombra facilitó enormemente la transición de la Inglaterra sajona a la normanda. Fue uno de los pocos a los que se les permitió conservar sus tierras, y el honor de Rayleigh. Su hijo Sweyne construyó el castellum de Rayleigh.

## Herencia
Se casó con Beatrice [Beatrix] (c. 1010-1091) y fruto de esa relación nacieron varios hijos:
- Swein [Suen] fitz Robert (c. 1035-1114), señor de Theydon y Reyleigh, sheriff de Essex;
- Una hija de nombre desconocido, casada con el caballero anglonormando Richard Fitz Scrob [Scrope] (c. 1015-1067), uno de los normandos exiliados en 1052 y quien posiblemente participó en la conquista normanda de Gales.[9]